# Marcus Junius Brutus
Marcus Junius Brutus (85 – 42 v.Chr.), vaak kortweg aangeduid als Brutus, was een Romeins senator en stoïcijn. Hij is vooral bekend als een van de samenzweerders die op 15 maart 44 v.Chr. een dodelijke aanslag op Julius Caesar pleegden. Eerder had hij in de Slag bij Pharsalus tegen Caesar gevochten aan de zijde van Pompeius, die nochtans zijn vader had vermoord. Na de moord op Caesar leed hij in de Slag bij Philippi als aanvoerder van de legioenen van de "bevrijders" of "republikeinen" een nederlaag tegen de legioenen van Octavianus en Marcus Antonius, waarop hij zelfmoord pleegde.

## Leven

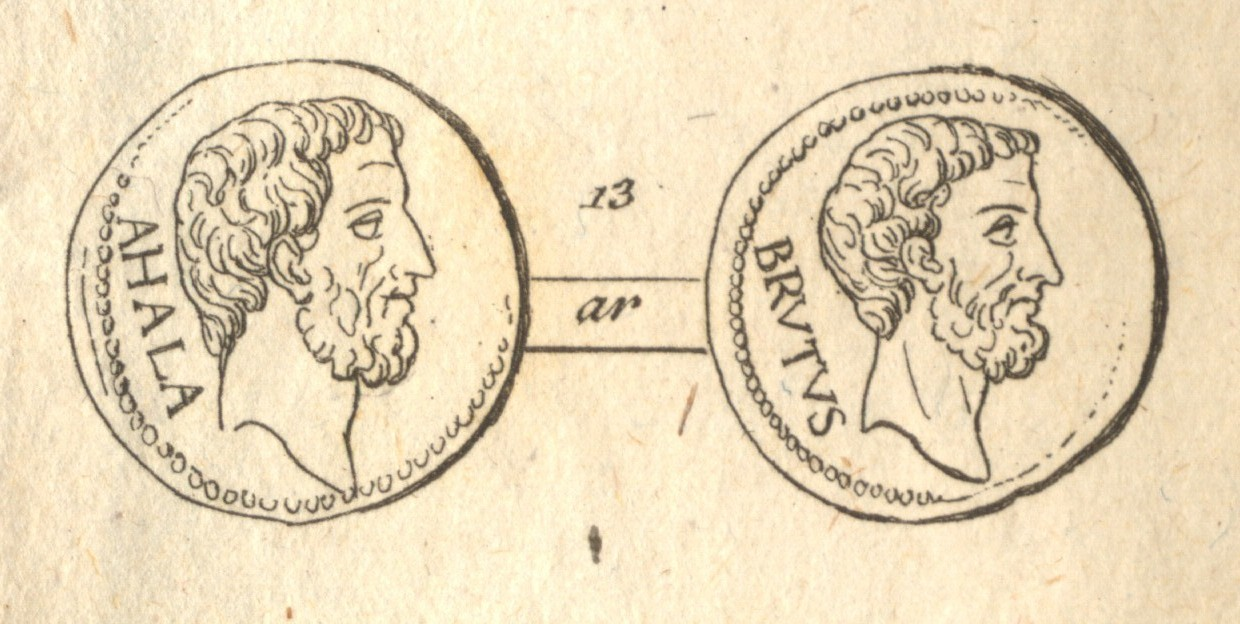
Denarius uit 54 v. Cr. van Brutus ter ere van zijn voorvaders Ahala en Brutus.

Brutus was de zoon van Marcus Junius Brutus maior, een legatus van Gnaius Pompeius Magnus maior, en zijn vrouw Servilia Caepionis, de halfzus van Cato minor en (later) minnares van Julius Caesar. Sommige bronnen wijzen op de mogelijkheid dat Caesar zijn echte vader was, maar dit is zeer onwaarschijnlijk aangezien Caesar vijftien jaar oud was ten tijde van de geboorte van Brutus en de affaire met diens moeder ongeveer tien jaar later begon. Cicero deed uitschijnen, dat Servilia Caepionis haar dochter, dus de zus van Brutus, aan Caesar prostitueerde. In 77 v.Chr. liet Pompeius de vader van Brutus vermoorden. Brutus' oom Quintus Servilius Caepio adopteerde hem toen. Brutus nam de naam Q. Servilius Caepio Brutus aan.
Brutus behoorde tot het patricisch geslacht der Brutii. Dit geslacht beroemde zich erop af te stammen van Lucius Junius Brutus, die - volgens de Romeinse traditie - in 509 v.Chr. de gehate koning Tarquinius Superbus verdreven zou hebben en de eerste consul van de Romeinse Republiek was geworden. Die afkomst zou langs de derde, jongste zoon van Lucius Junius Brutus gelopen zijn, want Lucius Junius Brutus had zijn beide oudste zonen laten terechtstellen voor verraad. Zijn moeder Servilia Caepionis stamde af van Gaius Servilius Ahala, die in 439 v.Chr. de tiran Spurius Maelius had vermoord. Toen hij rond 54 v.Chr. monetalis werd, sloeg Brutus een denarius met beeltenissen van deze twee voorouders, waaruit blijkt dat hij prat ging op zijn afkomst.

### Begin van zijn politieke carrière
In 59 v.Chr. beschuldigde ene Lucius Vettius hem van een samenzwering om Gnaius Pompeius Magnus te vermoorden. Gaius Julius Caesar - die bekendstond als de minnaar van Brutus' moeder - pleitte hem vrij. Er valt ook op te merken, dat diezelfde informant Vettius eerder Caesar had beticht van deelname aan de samenzwering van Catilina. Brutus had een grote eerbied voor zijn oom Cato en zijn politieke carrière begon toen hij werd aangesteld als diens assistent, tijdens diens gouverneurschap over Cyprus in 58 v.Chr. Rond deze tijd verrijkte hij zichzelf door geld uit te lenen aan de stad Salamis tegen een rentevoet van 48 procent. Hij keerde als een rijk man terug naar Rome, waar hij Claudia Pulchra maior, een dochter van Appius Claudius Pulcher (consul in 54 v.Chr.) huwde. Vanaf zijn eerste optreden in de senaat, sloot Brutus zich aan bij de Optimates (de conservatieve factie) tegen het eerste triumviraat van Marcus Licinius Crassus, Gnaius Pompeius Magnus maior en Caesar. Hij had volledig het recht om Pompeius te haten, daar die zijn vader had laten vermoorden in 77 v.Chr., tijdens de vogelvrijverklaringen onder Sulla. Hij klaagde hem daar dan ook voor aan in 52 v.Chr., het jaar waarin hij trouwens ook op de moord van Publius Clodius Pulcher reageerde met het schrijven van een pamflet ter verdediging van Titus Annius Milo.
In 53 v.Chr. werd Brutus quaestor in Cilicië, waar zijn schoonvader gouverneur was en hij in contact kwam met Cicero.

### Slag bij Pharsalus

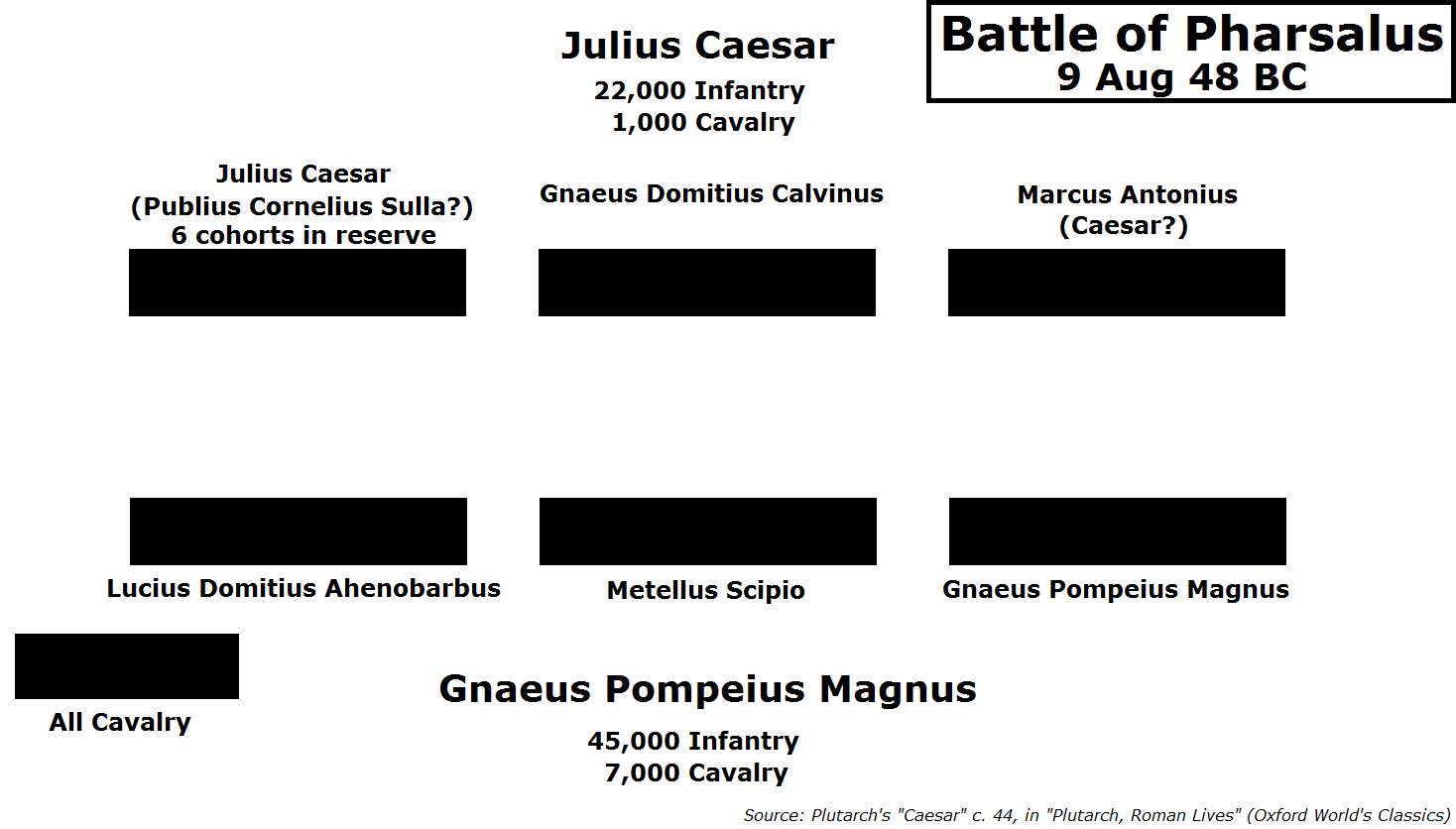
Slagorde van de slag bij Pharsalus.

Toen in 49 v.Chr. de burgeroorlog tussen Pompeius en Caesar uitbrak, volgde Brutus zijn oude vijand en toenmalig leider van de Optimates, Pompeius. Aangezien deze zijn vader had laten doden, was het duidelijk dat Brutus eerder de kant van Pompeius koos uit republikeinse overwegingen. Toen de slag bij Pharsalus begon, beval Caesar zijn officieren om Brutus niet in de strijd te doden, maar hem te sparen en om hem gevangen te nemen indien hij zichzelf vrijwillig overgaf en indien hij volhardde in zijn vechten tegen gevangenneming, hem alleen te laten en hem geen geweld aan te doen. Na de nederlaag bij Pharsalus stuurde Brutus vanuit Larissa aan Caesar een brief waarin hij zich verontschuldigde, waarop deze hem onmiddellijk vergiffenis schonk. Caesar zocht Brutus op en vroeg hem, waarheen Pompeius gevlucht kon zijn. Brutus zei, dat hij wellicht naar Egypte gevlucht zou zijn. Caesar hechtte daar geloof aan en zette koers naar Egypte. Pompeius was inderdaad daarheen gevlucht.

### Beschermeling van Caesar
Caesar nam hem zelfs op in zijn intieme vriendenkring en stelde hem aan als stadhouder van Gallia Cisalpina (Noord-Italië) toen hij vertrok naar Africa waar Cato en Quintus Caecilius Metellus Pius Cornelianus Scipio Nasica zich hadden teruggetrokken. In 45 v.Chr. droeg Caesar hem voor als praetor urbanus. Caesar had Brutus ook beloofd dat hij consul zou worden in 41 v.Chr.
In juni 45 v.Chr. scheidde Brutus ook van zijn vrouw Claudia en hertrouwde met zijn volle nicht, Porcia Catonis, de koelbloedige dochter van Cato, weduwe met drie kinderen. Hij gaf geen reden op waarom hij wilde scheiden, enkel dat hij Porcia wilde huwen.

### Samenzwering tegen Caesar
Rond deze tijd begonnen vele van de Romeinse senatoren te vrezen voor de groeiende macht van Caesar in de Senaat na zijn benoeming als dictator perpetuus (dictator voor het leven). Caesar ontving senatoren zittend zoals een koning, zonder op te staan. Er was sprake van Caesar tot koning te kronen. Er was een voorspelling, dat de Parthen enkel door een koning konden verslagen worden, dus Caesar kan er daarom naar gestreefd hebben. De zwager van Brutus, senator Cassius overtuigde Brutus om deel te nemen aan de samenzwering tegen Caesar. De meesten die Cassius had aangezocht voor een complot tegen Caesar reageerden positief op voorwaarde dat Brutus zou meedoen. Brutus ontdekte ook berichten geschreven op de buste van zijn voorouder Brutus met teksten als "O leefde Brutus nog maar" en "O dat we nu maar een Brutus hadden". Op zijn lessenaar, waar hij als praetor zetelde, stond: "Je slaapt, Brutus" en "Jij bent geen echte Brutus". De bustes van Caesar werden door onbekenden met een kroon getooid. Op de buste van Caesar werd geschreven: "Brutus die de koning had buitengegooid, werd consul. Hij die de consuls heeft buitengegooid, wordt koning." Het eerste doelend op de historische Brutus en het laatste doelend op Caesar. Brutus werd mee in het complot tegen Caesar betrokken in 44 v.Chr.. Hij zocht nadien nog andere samenzweerders aan, onder meer Albinus. Porcia de vrouw van Brutus kwam erachter in zijn slaap en werd zo de enige vrouw betrokken in het complot. Ze bracht zichzelf eerst een wonde toe om haar moed te bewijzen.
Er waren al naargelang de bronnen veertig tot zestig samenzweerders. Buiten Cassius en Brutus waren er onder meer:
Servius Sulpicius Galba,
Quintus Ligarius,
Lucius Minucius Basilus,
Publius Servilius Casca en zijn broer Gaius Servilius Casca,
Decimus Junius Brutus Albinus,
Lucius Tullius Cimber,
Caius Trebonius,
Caecilius en zijn broer Bucolianus,
Rubrius Ruga,
Marcus Spurius,
Sextius Naso,
Minucius Basilus en
Lucius Pontius Aquila.
De samenzweerders wilden hun complot op de Iden van maart (15 maart) van datzelfde jaar nog ten uitvoering brengen. Er waren verschillende plannen, onder meer wilden de samenzweerders hem van een brug duwen en hem dan beneden afmaken. Op die dag werd Caesar toen hij naar de senaat wilde vertrekken opgehouden omdat zijn vrouw Calpurnia Pisonis, die in een droom een slecht voorteken had menen te zien, hem probeerde te overtuigen niet uit te gaan en de samenzweerders vreesden dat hun plannen waren ontdekt. De samenzweerder Decimus Brutus overtuigde Caesar om daaraan geen geloof te hechten. En toch volhardde Brutus erin om te wachten op Caesar bij de Senaat, zelfs toen een bode hem nieuws bracht dat hem anders de Senaat had doen verlaten. Toen Caesar ten slotte naar de Senaat kwam, vielen zij hem aan. Cimber vatte Caesar bij de toga, waarop Caesar uitriep: "Vanwaar dit geweld?". Publius Servilius Casca was volgens overlevering de eerste die Caesar met een slag op diens schouder aanviel, maar Caesar slaagde erin om diens hand tegen te houden. Caesar gebruikte zijn griffel als wapen en stiet die in de arm van Casca. Die riep daarop in het Grieks zijn broer te hulp. Toen Caesar zag dat Brutus onder de samenzweerders was, bedekte hij echter zijn gezicht met zijn toga en onderging lijdzaam 23 dolksteken. Volgens Plutarchus over Caesar stak Brutus Caesar in zijn kruis. De samenzweerders vielen met zovelen aan dat zij zelfs elkaar verwondden. Brutus wordt gezegd in de hand te zijn verwond geweest.

### Et tu Brute?
Misschien wel de bekendste uitspraak in verband met Brutus, toegeschreven aan Caesar toen hij Brutus onder zijn moordenaars aantrof, wordt vaak gezegd te zijn: Et tu, Brute? ("Ook gij, Brutus?") Dit is echter een Latijnse vertaling van het Griekse citaat van Suetonius dat door William Shakespeare in zijn Engelstalige toneelstuk Julius Caesar wordt opgevoerd. Indien Caesar bij zijn dood een toespeling zou hebben gemaakt op zijn relatie met Brutus, zou hij eerder Tu quoque fili mi? ("Jij ook, mijn zoon?") hebben gezegd, of (aldus Suetonius) in het Grieks: καὶ σὺ τέκνον; (Kai su, teknon?, "Jij ook, kind?"). Het Griekse citaat is overigens aannemelijker omdat de 'edelen' in die tijd Latijn als plat beschouwden en Grieks spraken. Suetonius zelf geloofde eerder dat Caesar stierf zonder iets te zeggen en enkel kreunde onder de dolksteken.

### Na de moord op Caesar

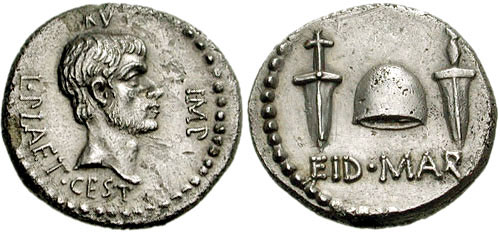
Munt waarop Brutus zich laat afbeelden met de symbolen van de moord op Julius Caesar (klik op plaatje voor een uitgebreidere beschrijving).
(cf., XLVII 25.3:
Nadat Brutus dit (de moord) had gedaan, sloeg hij op munten zijn eigen beeltenis en een pilion (slavenmuts als symbool van vrijheid) en twee dolken (als symbool van de moord). Hierdoor en door het opschrift was duidelijk dat hij het vaderland samen met Cassius had bevrijd)
Bron: Classical Numismatic Group, Inc. (CNG)

### Marcus Antonius
Buiten de moord hadden Brutus en de zijnen echter geen plannen gesmeed. Brutus had als voorwaarde gesteld, om Marcus Antonius niet ook te vermoorden. Zij hoopten dat Cicero de leemte zou kunnen vullen en riepen hem daarom dadelijk na de moord op in de Senaat. Deze hapering in hun plan maakte de weg vrij voor Marcus Antonius, de consul en een beschermeling van Caesar, die al snel op de voorgrond trad. Lepidus haalde het testament van Caesar op bij diens schoonvader.
Lepidus en Marcus Antonius benaderden Marcus Brutus na de moord op Julius Caesar om een compromis te sluiten. Indien Julius Caesar als tiran werd bestempeld, dan waren alle benoemingen van Caesar in de Senaat ongeldig. Dit zou betekenen dat Brutus niet langer een senator was. Als hij daarentegen akkoord ging om de Caesars testament te erkennen zouden hem en de andere moordenaars amnestie worden gegund en zouden zij hun senatoriale waardigheid behouden. Marcus Antonius vroeg ook dat Caesar een waardige uitvaart zou krijgen. Brutus aanvaardde het aanbod en Julius Caesar werd niet als tiran beschouwd.
Door voor de crematie van Caesar zijn lijk en zijn wonden aan het volk van Rome te tonen, en door het testament van Caesar voor te lezen, waarbij hij land en geld naliet aan de burgers van Rome, wist Marcus Antonius de Romeinen tegen de moordenaars op te hitsen.
Een dichter die toevallig Cinna heette net als een van de moordenaars werd door de menigte gelyncht. De mensen trokken hun kledingstukken uit en wierpen ze mee op de brandstapel als teken van rouw. Met vuur van de brandstapel van Caesar probeerden de mensen de huizen van Brutus en Cassius in brand te steken, maar dit werd nipt verijdeld. De moordenaars trokken zich eerst terug op het capitool, maar verlieten daarna de stad.
In de overeenkomst was ook bepaald dat Brutus werd aangesteld als gouverneur van Kreta, dus Rome moest verlaten, wat hij ook deed. Cassius kreeg Afrika, Gaius Trebonius kreeg Azië, Cimber kreeg Bithynië en de andere Brutus kreeg Gallië rond de Po. Brutus werd te Griekenland en Kreta goed onthaald. Nadat hij Rome had verlaten, woonde Brutus van 44 tot 42 v.Chr. op Kreta. Hij vergaarde er geld, wapens (die Caesar er had opgeslagen voor een veldtocht tegen de Parthen door Octavianus), paarden, schepen en legioenen. Dit waren deels veteranen van Pompeius. Hij nam steden in waaronder Xanthos. Cassius kreeg Afrika toegewezen en verzamelde daar troepen. Brutus vond Theodotus, de man die de Egyptenaren had overtuigd om de gevluchte Pompeius te doden, en stelde hem terecht.

### Octavianus

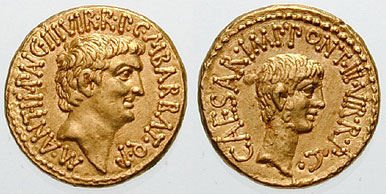
Gouden munt uit 41 v.Chr. met Marcus Antonius en Octavianus.

In zijn testament had Julius Caesar zijn achterneef Gaius Octavius als zijn opvolger aangeduid en postuum geadopteerd. Octavius was buiten Rome toen de moord gebeurde en reisde terug naar Rome. Hij nam de naam Gaius Julius Caesar aan, om zich te profileren als opvolger van de vermoorde (waarbij men hem om hem van zijn adoptievader te onderscheiden Octavianus ging noemen). Hoewel hij geen geld had om hen te betalen, schaarden de veteranen van Caesar zich achter hem. Zo kon hij zijn aanspraak kracht bijzetten. Hij maakte zich met geweld meester van de schatkist. Ook Cicero trok partij voor Octavianus, tegen Antonius.
Toen Octavianus in 43 v.Chr. zijn consulaat had ontvangen van de Senaat, was een van zijn eerste acties om de personen die Julius Caesar hadden vermoord als moordenaars te bestempelen en tot staatsvijanden uit te roepen. Daarmee verklaarde hij het compromis tussen Brutus en Marcus Antonius als onwettig en nietig. Dit brandmerkte Brutus als een moordenaar van Julius Caesar.
Marcus Tullius Cicero keerde zich van Octavianus af en schreef een brief naar Brutus waarin hij uitlegde dat de krachten van Octavianus en Marcus Antonius verdeeld waren. Antonius belegerde de provincia Gallia, waarover hij het gouverneurschap wenste te krijgen. In antwoord op deze belegering verzamelde Octavianus zijn troepen en vocht slagen uit bij Forum Gallorum en Mutina in 43 v.Chr. waarin Antonius werd verslagen. Daarbij kwamen ook de beide consuls om, die aan de zijde van Octavianus vochten, hetgeen de macht van Octavianus nog vergrootte. Toen Brutus van Cicero per brief vernam dat noch Antonius noch Octavianus een leger had dat groot genoeg was om Rome te verdedigen, verzamelden Brutus en Cassius hun troepen.
Intussen was Gaius Antonius, de broer van Marcus Antonius, te Apollonia aangekomen en die trachtte de troepen van Brutus te doen overlopen. Cicero raadde Brutus per brief aan om Gaius Antonius te doden, maar Brutus spaarde hem. Toen de troepen van Brutus door toedoen van Gaius Antonius begonnen te muiten, zette Brutus hem gevangen en schonk hij de muitende troepen vergiffenis.

### Slag bij Philippi

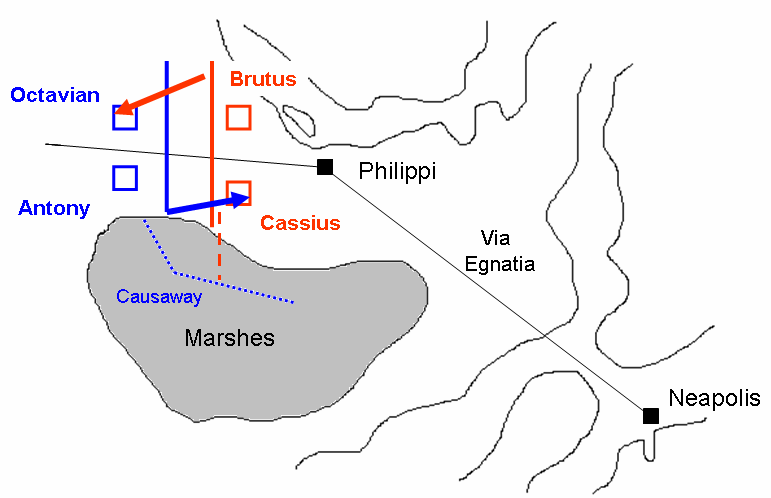
De eerste slag bij Philippi.

Toen Octavianus hoorde dat Brutus op weg was naar Rome, sloot hij vrede met Antonius. Ze sloten zich op 26 november 43 v.Chr. samen in het tweede triumviraat samen met Lepidus. Ze stelden elk een lijst op van te vermoorden personen, waarvan Cicero er een was.
Antonius en Octavianus staken met negentien legioenen, waaronder Legio III Gallica, Legio IIII Macedonica, Legio VI Ferrata, Legio VII Claudia, Legio VIII, het legendarische lievelingslegioen Legio X Equestris van Caesar, Legio XII Fulminata, Legio XXVI, Legio XXVIII, Legio XXIX en Legio XXX de Adriatische Zee over en trokken op tegen Brutus en Cassius, terwijl Lepidus te Rome bleef. De samenstelling van de legioenen is bekend uit de verdeling van land onder de veteranen na de slag. Octavianus telde 13000 ruiters in zijn rangen en Antonius 20000.
Brutus voerde het bevel over acht legioenen en Cassius over negen, samen 80000 soldaten. De legioenen waren onder meer de oosterse legioenen van Caesar: Legio XXVII, Legio XXXVI met veteranen van Pompeius, Legio XXXVII, Legio XXXI en Legio XXXIII. Twee legioenen waren bij de vloot gebleven. Ze beschikten over 17000 ruiters, waarvan 5000 oosterse boogschutters te paard. Brutus at en sliep weinig.
De volgende slagen zijn als de slag bij Philippi de geschiedenis ingegaan als de grootste slag tussen Romeinse legioenen ooit. Brutus en Cassius waren in de minderheid, maar hun admiraal Ahenobarbus, die vroeger onder Pompeius diende, beheerste de zee met een vloot van 130 schepen. Zo konden Brutus en Cassius over zee bevoorraad worden en Antonius en Octavianus niet. De strategie van Cassius en Brutus bestond er daarom in om te wachten en te verdedigen totdat Antonius en Octavianus door hun voorraden zouden heen zijn.
De eerste slag bij Philippi werd op 3 oktober 42 v.Chr. gevochten. Brutus en Cassius hadden sterke verdedigende stellingen ingenomen, waarbij ze aan de hoge kant van een heuvel stonden met een moeras aan de andere kant. Octavianus en Antonius vielen aan. Brutus was in staat om de strijdmacht van Octavianus te verslaan. Zijn mannen onder leiding van Marcus Valerius Messalla Corvinus namen het kamp van Octavianus in en veroverden de standaarden. Octavianus kon vluchten. Volgens Plinius verborg Octavianus zich in een moeras. Cassius werd nipt verslagen door de strijdmacht van Antonius. Hij klom op de top van de heuvel, meende te zien dat Brutus ook verslagen was en pleegde zelfmoord.

Brutus vreesde desertie van zijn troepen en ging daarop over tot de tweede slag. Hij verliet dus de strategie van wachten. Hij zei: 
Ik voer oorlog zoals Pompeius: in plaats van te bevelen laat ik me bevelen
 waarmee hij uitdrukte dat hij zijn beslissing om aan te vallen niet van harte nam.
De tweede slag bij Philippi werd op 23 oktober 42 v.Chr. gestreden en eindigde in de nederlaag van Brutus. De slag vond plaats als lijf aan lijf gevecht in moerassig gebied, met grote verliezen aan beide kanten.
Na de nederlaag vluchtte Brutus in de nabijgelegen heuvels met slechts vier legioenen. Daar hij besefte dat zijn leger was verslagen en dat hij zou worden gevangengenomen, pleegde Brutus zelfmoord. Zijn laatste woorden zouden zijn geweest: "Ja, wij moeten ontsnappen, maar deze keer met onze handen, niet met onze voeten". Als een bewijs van respect bedekte Marcus Antonius Brutus' levenloze lijf met zijn kostbare paludamentum (veldheersmantel). Het lichaam van Brutus werd gecremeerd en zijn as werd naar zijn moeder, Servilia Caepionis, gestuurd. Zijn vrouw Porcia pleegde ook zelfmoord toen ze de dood van haar echtgenoot vernam. Andere bronnen vermelden dat Porcia eerder dan Brutus stierf.

## Perceptie van de figuur van Brutus
De figuur Brutus zou reeds in de oudheid uitgroeien tot een symbool van republikanisme. Hij zou door het nageslacht zowel worden geroemd als misprezen voor de moord op Julius Caesar. Met Lucius Junius Brutus eindigde het koninkrijk en begon de republiek en met Marcus Junius Brutus eindigde de republiek en begon het keizerrijk.

### In de oudheid
Bij zijn tijdgenoten stond Brutus bekend om zijn ernst en integriteit, maar hij was van aard meer een geleerde dan een man van de actie. Hij genoot een zekere faam als redenaar en was de auteur van enkele politieke en filosofische werken. Plutarchus roemde zijn edele trekken.
Cicero zei over hem:
Brutus heeft de moed van een man en de hersenen van een kind.
— Ad Atticum XIV 21.3 (geparafraseerd).

Caesar zei toen hij Brutus voor het eerst hoorde spreken in het publiek 
Ik weet niet wat die jongen van plan is, maar hij is het van plan met hart en ziel.
Toen iemand Caesar vertelde dat Marcus Antonius en Dolabella iets tegen hem planden, antwoordde Caesar:
Ik vrees de dikke en langharige mannen niet, maar de bleke en magere
waarmee hij op Brutus en Cassius doelde.
Marcus Aurelius noemde Brutus een bron van inspiratie. Lucius Annaeus Seneca en Velleius Paterculus meenden beiden dat hij een groot man was, hoewel ze de daad waarmee hij de geschiedenis haalde afkeurden. De nagedachtenis van Brutus en Cassius werd gecensureerd, hoewel beiden ook dienden als exempla van vrijheid van meningsuiting (men klaagde dan ook al te vrijmoedige personen aan met het verwijt dat ze te veel op Brutus en Cassius begonnen te lijken).

### Na de oudheid

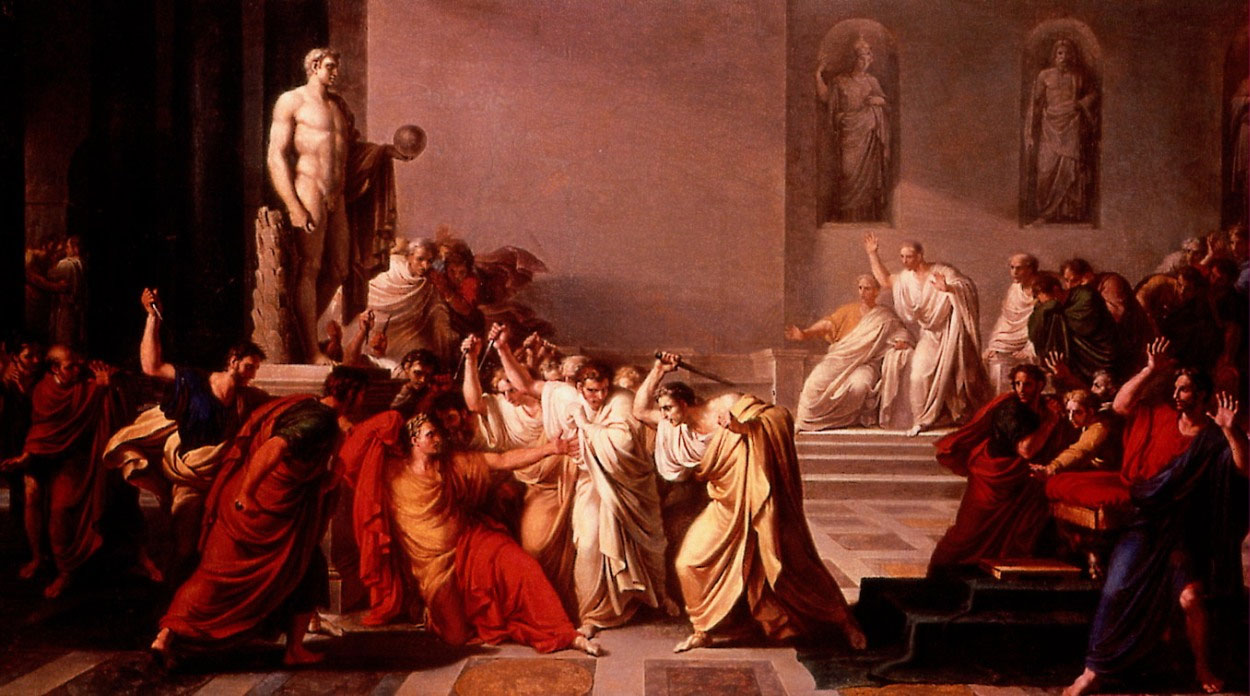
De moord op Caesar door Vincenzo Camuccini.

Dante Alighieri plaatste Brutus als verpersoonlijking van verraad in de Inferno van zijn La Divina Commedia (De goddelijke komedie) samen met Judas Iskariot en Gaius Cassius Longinus die in de laagste regionen van de Hel resideren waar hij door Satan werd gekauwd maar nooit verteerd.
In zijn tragedie Julius Caesar (ca. 1599-1600) laat William Shakespeare Marcus Antonius Brutus « the noblest Roman of them all » noemen. Een visie die ook door Friedrich Schiller in zijn gedicht Brutus und Cäsar (1780) wordt verwoord: "Geh - du bist der größte Römer worden, / Da in Vaters Brust dein Eisen drang" (rr. 32-33). 
Voltaire zou in zijn tragedie La Mort de César (1736) de figuur van Brutus opvoeren.
Onder de Franse Revolutie zou Brutus uitgroeien tot een symbool van de republiek en bustes van hem werden dan ook gezien als de verzinnebeelding ervan. Er werd zelfs een cultus voor hem ingesteld.
John Wilkes Booth, wiens vader Junius Brutus Booth naar Brutus was vernoemd, zou Abraham Lincoln op 15 april 1865 vermoorden en men meende dat hij "Sic semper tyrannis" ("zo vergaat het tirannen") zou hebben geroepen terwijl hij op het podium sprong. Deze blijkbaar onterecht aan Brutus toegeschreven spreuk zou het officiële motto van de staat Virginia worden.

## Voetnoten
1. ↑  Cicero, Brut. 324, Velleius Paterculus, II 72.1; P. Groebe, Das Geburtsjahr des M. Brutus, in Hermes 42 (1907), pp. 304-314. Gearchiveerd op 21 juli 2022.
2. ↑  Plutarchus, Brutus 5.2; cf. Suetonius, Caes. 50.2, 82.2.
3. ↑  Cicero, Philipica X 25-26.
4. ↑  Cicero, ad Att. II 24.2-4.
5. ↑  Plutarchus, Brutus 2.1.
6. ↑  Plutarchus, Brutus 3.1.
7. ↑  Cicero, ad Fam. III 4.
8. ↑  Quintilianus, De Institutione oratoria IX 3.95.
9. ↑  Asconius, Pro Milone (p. 41C).
10. ↑  Aurelius Victor, de vir. ill. 82.3.
11. ↑  Plutarchus, Brutus 5.1.
12. ↑  M. Gelzer, art. Iunius (Brutus) (53), in RE X.1 (1917²), coll. 980-981.
13. ↑  T.R.S. Broughton, The Magistrates of the Roman Republic, II, New York, 1952, p. 301.
14. ↑  T.R.S. Broughton, The Magistrates of the Roman Republic, II, New York, 1952, p. 321.
15. ↑  Plutarchus, Brutus 13.3; Cicero, Brutus 77, 94.
16. ↑  Cassius Dio, XLIV 8.4. Vgl. Eutropius, Breviarium ab urbe condita VI 25.
17. ↑  Cassius Dio, XLIV 12.2.
18. ↑  Cassius Dio, XLIV 12.3.
19. ↑  Brutus, quia reges eiecit, consul primus factus est. Hic, quia consules eiecit, rex postremo factus est
20. ↑  Cassius Dio, XLIV 13.1.
21. ↑  Cassius Dio, XLIV 13; Plutarchus, Brutus 14.4.
22. ↑  Plutarchus, Brutus 15.1.
23. ↑  Cassius Dio, XLIV 18.1.
24. ↑  Plutarchus, Brutus 15.5.
25. ↑  Plutarchus, Brutus 17.5, Suetonius, Caes. 82.2.
26. ↑  Plutarchus, Brutus 17.6, Suetonius, Caes. 82.2.
27. ↑  Plutarchus, Brutus 17.7; Nicolaus van Damascus, Augustus 24.
28. ↑  Julius Caesar III 1.84.
29. ↑  Suetonius, Caes. 82.2.
30. ↑  Editie: E. Gros (ed. trad.), L'Histoire romaine de Dion Cassius, VI, Parijs, 1866.
31. ↑  Plutarchus, Brutus 63. Vgl. Pompeius  80.6.
32. ↑  Plutarchus, Brutus 27.4.
33. ↑  Cassius Dio, XLVII 21-24.
34. ↑  Plutarchus, Brutus 27.3.
35. ↑  Appianus, Bellum Civile IV 16 § 124.
36. ↑  Plutarchus, Brutus 52.3.
37. ↑  Appianus, Bell. Civil. IV 135 (φοινικίδι), Plutarchus, Antonius 22.4 (φοινικίδα).
38. ↑  Appianus, Bell. Civil. IV 135, Plutarchus, Brutus 53.4. Cf. Plutarchus, Antonius 22.4.
39. ↑  Appianus, Bell. Civil. V 136; Cassius Dio, XLVII 49.3; Valerius Maximus, De factis mem. IV 6.5.
40. ↑  Marcus Aurelius, Ta eis heauton ("Aan zichzelf") 14.
41. ↑  Sen., Cons. Helv. 9.5, Vell. Pat., II 72.1-2. Afkeuring van de moord op Caesar: Sen., De Ben. II 20.1-2, Vell. Pat., II 52.5.
42. ↑  Tac., Ann. III 76.2 (de imagines van Brutus en Cassius ontbreken in de begrafenisstoet van Junia Tertia), IV 34.3 (Cremotius Cordus wordt aangeklaagd omdat hij Brutus en Cassius prees in zijn geschiedwerk), XVI 22 (Silanus klaagt Thrasea aan), Hist. IV 8 (Helvidius Priscus wordt door Titus Clodius Eprius Marcellus vergeleken met Brutus en Cassius).
43. ↑  Inferno XXXIV 64-67.
44. ↑  Julius Caesar V 5.74.
45. ↑  J.D. Harden, Liberty caps and liberty trees, in Past & Present 146 (1995), pp. 66-102.
46. ↑  H.T. Parker, The Cult of Antiquity and the French Revolutionaries, Chicago, 1937, pp. 139-145, E. Tollfree, Roman Republicans, fasces and festivals. The French occupation of Rome, 1798-99, from the archives of the Museo Napoleonico, in Apollo 159 (2004), pp. 33-43.
47. ↑  Hij was een toneelspeler en mogelijk was zijn uitspraak een parafrasering van in tirannos uit Die Räuber van Friedrich von Schiller (F. Jost, John Wilkes Booth and Abraham Lincoln: The Reenactment of a Murder, in MLN 93 (1978), pp. 503-505.). Dat zijn vader Junius Brutus Booth heette, heeft waarschijnlijk meegespeeld in het leggen van de link met Marcus Junius Brutus.
48. ↑  G.E. Shankle, State Names, Flags, Seals, Songs, Birds, Flowers, and Other Symbols, New York, 1941, p. 197.